# Mędrów
Mędrów is een plaats in het Poolse district  Kielecki, woiwodschap Święty Krzyż. De plaats maakt deel uit van de gemeente Raków en telt 121 inwoners.